# Пам'ятки історії Піщанського району
У Піщанському районі Вінницької області на обліку перебуває 26 пам'яток історії.
| № п/п | Охоронний № | Найменування пам'ятки | Адреса                                                       | Дата (епоха)                    | Дата відкриття або виявлення    | Автори                                | Матеріал                                           | Основні розміри                                                                           | Рішення про взяття під охорону |
| ----- | ----------- | --- | ------------------------------------------------------------ | ------------------------------- | ------------------------------- | ------------------------------------- | -------------------------------------------------- | ----------------------------------------------------------------------------------------- | ------------------------------ |
| 1.    | 775         | Меморіальний комплекс: 1) братська могила 119 радянських воїнів, загиблих при обороні й визволенні селища; 2) могила секретаря підпільного райкому партії Н. Ф. Підгаєцького; 3) пам'ятник 234 воїнам-односельчанам, загиблим на фронтах ВВВ | смт Піщанка, Піщанська селищна рада, біля школи, вул. Леніна | 1944 р., 1943 р., 1941—1945 рр. | 1944 р., 1943 р., 1941—1945 рр. | ск. І. Ф. Зеленянський, смт Піщанка   | Бетон, цегла                                       | ск. 2,3 м, пост. 1,7х1,6х1,6 м, висота бюста 1,0 м, пост. 1,8х0,8х0,6 м, стіна 12,5х4,4 м | № 313 10.06.1971 р.            |
| 2.    | 783         | Будинок, де містився штаб кавалерійської бригади під командуванням героя громадянської війни Г. І. Котовського | смт Піщанка, Піщанська сел/р, вул. Пушкіна, 20               | 1919 р.                         | кін. XIX ст.                    | невідомі                              | цегла                                              | 375 м²                                                                                    | № 313 10.06.1971 р.            |
| 3.    | 60          | Братська могила жертв фашизму | смт Піщанка, Піщанська сел/р, в лісі                         | 1942 р.                         | 1994 р.                         | місцеві майстри                       | з/бетон                                            | 4х6 м                                                                                     | № 66 05.10.1995 р.             |
| 4.    | 44          | Могила Ю. Рябчинської | смт Піщанка, Піщанська сел/р, на кладовищі                   | 1946—1973 рр.                   | 1973 р.                         | Московський худ. фонд                 | граніт                                             | 2х4 м                                                                                     | № 183 24.05.2000 р.            |
| 5.    | 776         | Пам'ятник 240 воїнам-односельчанам, загиблим на фронтах ВВВ | с. Болган, Болганівська с/р, вул. Коцюбинського              | 1941—1945 рр.                   | 1967 р.                         | ск. Фітов Л. Л., м. Кишинів           | ск. з/бетон, пост. цегла, бетон                    | ск. 2,95 м, пост. 0,2х4х0,7 м, стіна 7,5х3,2х0,5 м                                        | № 313 10.06.1971 р.            |
| 6.    | 167         | Пам'ятник 39 воїнам-односельчанам, загиблим на фронтах ВВВ | с. Верхня Слобідка, Грабарівська с/р, в центрі села          | 1941—1945 рр.                   | 1978 р.                         | ск. Бойко І. В., м. Кишинів           | об. камінь, пост. камінь                           | об. 6,0 м, пост. 3,2х3,2х1,5 м                                                            | № 96 17.02.1983 р.             |
| 7.    | 777         | Пам'ятник 771 воїнові-односельцю, що полягли на фронтах ВВВ | с. Городище, Городищенська с/р, вул. Леніна                  | 1941—1945 рр.                   | 1968 р.                         | ск. Сухина І. М.                      | ск. з/бетон, бетон                                 | ск. 2,5 м, пост. 0,6х2,2х2,3 м                                                            | № 313 10.06.1971 р.            |
| 8.    | 99          | Пам'ятний знак жертвам голодомору | с. Городище, Городищенська сільська рада, на кладовищі       | 1932—1933 рр.                   | 1993 р.                         | місцеві майстри                       | метал                                              | хр. 5 м                                                                                   | № 470 29.12.2002 р.            |
| 9.    | 299         | Пам'ятник 157 воїнам-односельчанам, загиблим на фронтах ВВВ | с. Гонорівка, Гонорівська с/р, вул. Пушкіна                  | 1941—1945 рр.                   | 1975 р.                         | ск. Стриньковський, м. Кодима         | ск. з/бетон, пост. бетон                           | ск. 3,0 м, пост. 4,15х1,20х1,20 м                                                         | № 29 19.06.1977 р.             |
| 10.   | 300         | Пам'ятник 76 воїнам-односельчанам, загиблим на фронтах ВВВ | с. Грабарівка, Грабарівська с/р, біля Будинку культури       | 1941—1945 рр.                   | 1970 р.                         | ск. Суходолів, м. Київ                | ск. з/бетон, пост. вапняк                          | ск. 3,0 м, пост. 3,6х0,90х0,55 м                                                          | № 29 19.06.1977 р.             |
| 11.   | 778         | Пам'ятник 219 воїнам-односельчанам, загиблим на фронтах ВВВ | с. Дмитрашківка, Дмитрашківська с/р, вул. Леніна             | 1941—1945 рр.                   | 1967                            | ск. Фітов Л. Л., м. Кишинів           | ск. з/бетон, пост. камінь, об. з/бетон             | ск. 2,7 м, пост. 0,6х3,0х8,5 моб. 6,0х2,0х0,7 м                                           | № 29 19.06.1977 р.             |
| 12.   | 298         | Могила комсомолки Рибницької Л. Г. | с. Козлівка, Чорноминська с/р, на кладовищі                  | 1941 р.                         | 1974 р.                         | місцеві майстри                       | об і пост. граніт                                  | об. 1,27 м, пост. 1,0х1,0х1,0 м                                                           | № 29 19.06.1977 р.             |
| 13.   | 39          | Пам'ятник 83 воїнам-односельчанам, загиблим на фронтах ВВВ | с. Козлівка, Чорноминська с/р, біля школи                    | 1941—1945 рр.                   | 1995 р.                         | місцеві майстри                       | граніт, з/бетон                                    | висота 2,44 см, ширина6,63 см                                                             | № 44322.12.1997 р.             |
| 14.   | 780         | Пам'ятник 164 воїнам-односельчанам, загиблим на фронтах ВВВ | с. Кукули, Кукулівська с/р, вул. Леніна                      | 1941—1945 рр.                   | 1967 р.                         | авт. Гриншпун, м. Кишинів             | ск. з/бетон, пост. камінь, стіна бетон             | ск. 3,0 м, пост. 2,8х2,3х2,3 м                                                            | № 313 10.06.1971 р.            |
| 15.   | 445         | Братська могила 3 радянських воїнів, загиблих при визволенні села | с. Миролюбівка, Миролюбівська с/р, на кладовищі              | 1944 р.                         | 1946 р.                         | Київський худ. фонд                   | стіна з/бетон                                      | стіна 0,90х0,20 м                                                                         | № 96 17.02.1983 р.             |
| 16.   | 301         | Пам'ятник 180 воїнам-односельчанам, загиблим на фронтах ВВВ | с. Миролюбівка, Миролюбівська с/р, біля Будинку культури     | 1941—1944 рр.                   | 1970 р.                         | ск. Латвійчук В. П., м. Київ          | ск. з/бетон, пост. вапняк                          | ск. 3,0 м, пост. 3,5х5,0х5,0 м                                                            | № 29 19.06.1977 р.             |
| 17.   | 40          | Пам'ятник 59 воїнам-односельчанам, загиблим на фронтах ВВВ | с. Рибки, Чорноминська с/р, вул. Кірова                      | -//-                            | 1995 р.                         | місцеві майстри                       | граніт, з/бетон                                    | 2,44 см х 0,63 см                                                                         | № 443 22.12.1997 р.            |
| 18.   | 302         | Пам'ятник 62 воїнам-односельчанам, загиблим на фронтах ВВВ | смт Рудниця, Рудницька с/р, вул. Леніна, біля сел/р          | 1941—1945 рр.                   | 1974 р.                         | ск. Кронгауз Г. Л., м. Львів          | ск. мармуровий дрібняк, пост. вапняк, стіна вапняк | ск. 3,50 м, пост. 2,90х2,60х0,60 м, стіна 5,50х0,40х1,70 м                                | № 29 19.06.1977 р.             |
| 19.   | 779         | Пам'ятник 161 воїнові-односельцю, що полягли на фронтах ВВВ | с. Рудницьке, Рудницька с/р, біля Будинку культури           | 1941—1945 рр.                   | 1968 р.                         | ск. Сухина І. М., м. Київ             | ск. з/бетон, пост. бетон                           | ск. 1,7 м, 1,1 м, 2,6 м, пост. 9,5х0,4х1,2 м                                              | № 313 10.06.1971 р.            |
| 20.   | 303         | Пам'ятник 103 воїнам-односельчанам, загиблим на фронтах ВВВ | с. Ставки, Ставківська с/р, біля контори КСП                 | 1941—1945 рр.                   | 1973 р.                         | ск. Нарудецький, м. Одеса             | ск. з/бетон, пост. вапняк                          | ск. 2,0 м, пост. 4,0х0,40х2,0 м                                                           | № 29 19.06.1977 р.             |
| 21.   | 781         | Пам'ятник 467 воїнам-односельчанам, загиблим на фронтах ВВВ | с. Студена, Студенянська с/р, вул. Кірова                    | 1941—1945 рр.                   | 1968 р.                         | Київський худ. фонд                   | ск. з/бетон, об. з/бетон                           | ск. 2,0 м, 1,8 м, об. 5,2х1,4х1,4 м                                                       | № 313 10.06.1971 р.            |
| 22.   | 45          | Пам'ятник загиблим льотчикам | с. Студена, Студенянська с/р, на околиці села                | 1957                            | 1992 р.                         | місцеві майстри                       | метал, мармур                                      | 3,5 м                                                                                     | № 183 24.05.2000 р.            |
| 23.   | 304         | Пам'ятник 226 воїнам-односельчанам, загиблим на фронтах ВВВ | с. Трибусівка, Трибусівська с/р, вул. Леніна                 | 1941—1945 рр.                   | 1971 р.                         | ск. М. Костянтинова, м. Київ          | ск. з/бетон, пост. камінь, стіна камінь            | ск. 3,0 м, пост. 22,0х1,0х0,70 м, стіна 33,0х3,70 м                                       | № 29 19.06.1977 р.             |
| 24.   | 446         | Братська могила 14 радянських воїнів, загиблих при визволенні села | с. Чорномин, Чорноминська с/р, біля школи                    | 1944 р.                         | 1975 р.                         | місцеві майстри                       | об. метал                                          | об. 2,0х0,8х0,50 м                                                                        | № 96 17.02.1983 р.             |
| 25.   | 305         | Пам'ятник 213 воїнам-односельчанам, загиблим на фронтах ВВВ | с. Чорномин, Чорноминська с/р, вул. К. Маркса                | 1941—1945 рр.                   | 1975 р.                         | ск. Ленділ А. В., м. Івано-Франківськ | ск. з/бетон, пост. граніт                          | ск. 4,0 м, пост. 0,80х2,7х2,70 м                                                          | № 29 19.06.1977 р.             |
| 26.   | 782         | Пам'ятник 216 воїнам-односельчанам, загиблим на фронтах ВВВ | с. Яворівка, Яворівська с/р, вул. Чкалова                    | 1941—1945 рр.                   | 1968 р.                         | Київський худ. фонд                   | ск. з/бетон, об. з/бетон, пост. камінь             | ск. 1,8 м, ск. 1,4 м, об. 3,8х0,8х0,8 м, пост. 1,2х0,9х6,0 м                              | № 313 10.06.1971 р.            |
|       |             | |                                                              |                                 |                                 |                                       |                                                    |                                                                                           |                                |